# Costești (okręg Jassy)
Costești – wieś w Rumunii, w okręgu Jassy, w gminie Costești. W 2011 roku liczyła 1262 mieszkańców.